# Exathetis strigata
Exathetis strigata là một loài bướm đêm trong họ Noctuidae.